# Shunkin
Shunkin (春琴), de son vrai nom Uragami Sen, surnom: Hakukyo, noms de pinceau : Shunkin, Suian et Bunkyōtei est un peintre japonais des XVIIIe – XIXe siècles. Il nait à Bizen (Préfecture d'Okayama) en 1779, et meurt en 1846.

## Biographie
Shunkin est un peintre de l'École Nanga (peinture de lettré), disciple de son père Gyokudō, il vit à Kyoto. Ses peintures de paysages de fleurs et d'oiseaux diffèrent du style de son père, car il étudie les maîtres chinois des dynasties Yuan et Ming. Il fréquente assidument son ami Rai San'yō chez qui il retrouve régulièrement un groupe de peintres comme, Mokubei, Chikuden, et toute une bohème insoucieuse du qu'en-dira-t-on.